# Elettrocromatografia
L'elettrocromatografia è una tecnica cromatografica che sfruttando un gradiente di campo elettrico applicato a 90° rispetto al flusso del solvente, rappresenta una variante più pratica e più veloce rispetto alla classica cromatografia liquida su carta. La separazione è attuata in senso discendente e si ottengono percorsi divergenti, dall'alto in basso, a partire dal punto di semina.
La tecnica che utilizza una colonna a permeazione di gel rappresenta una combinazione tra la cromatografia di esclusione molecolare e l'elettroforesi su gel.